# 熊谷敬一
熊谷 敬一（くまがい けいいち、1886年7月8日 - 1962年1月17日）は、日本の陸軍軍人。第15師団長、留守第4師団長を歴任する。階級は陸軍中将。勲一等。

## 経歴
静岡県出身。静岡県立静岡中学校を経、1907年（明治40年）5月31日、陸軍士官学校を卒業。同年12月26日、陸軍歩兵少尉に任官 。1917年（大正6年）、陸軍大学校（29期）卒業。1922年（大正11年）12月12日、大尉の時、アメリカ大使館付武官補佐官に就任し、1924年（大正13年）10月14日までこの職に在る。以後歩兵将校として累進し、1931年（昭和6年）8月1日、陸軍大佐・陸軍歩兵学校教官を命ぜられる。翌年8月8日鳥取連隊区司令官に移る。1933年（昭和8年）8月1日、歩兵第43連隊長を拝命する。
1935年（昭和10年）12月2日、第16師団司令部付に移り、1936年（昭和11年）3月7日、陸軍少将に進級する。同月23日、第16師団留守司令官に就任し、同年12月1日、歩兵第32旅団長に就任する。1939年（昭和14年）3月9日、陸軍中将に進級し、留守第4師団長に補される。1940年（昭和15年）4月29日、勲一等瑞宝章を受章し、翌月の5月28日、第15師団長に移る。1941年（昭和16年）8月20日、参謀本部付となり、同年10月15日待命、同10月30日予備役編入となる。1947年（昭和22年）11月28日、公職追放仮指定を受けた。
陸軍大学校29期同期に、インパール作戦を指揮した牟田口廉也、士官候補生第19期同期に、第8方面軍司令官・今村均大将、第12方面軍司令官・田中静壱大将、航空総軍司令官・河辺正三大将、第1方面軍司令官・喜多誠一大将ら。